# Чуквуди, Самуэль
Самуэль Чуквуди (фар. Samuel Chukwudi; 25 июня 2003, Торсхавн) — фарерский футболист, защитник клуба «ХБ Торсхавн», выступающий в аренде за бельгийский «Юнион», и сборной Фарерских островов.

## Биография

### Клубная карьера
Воспитанник клуба «ХБ Торсхавн». В его составе дебютировал в чемпионате Фарерских островов в 2019 году, сыграв в дебютный сезон 3 матча, параллельно также выступал за фарм-клуб в первом дивизионе. В 2020 году выиграл с командой чемпионат и Кубок страны. В январе 2022 года был отдан в аренду на полгода в бельгийский «Юнион», но за основной состав не выступал. Вернувшись из аренды, сыграл за «ХБ Торсхавн» два матча в чемпионате и один в квалификации Лиги конференций. В июле того же года был вновь взят в аренду «Юнионом» и выступал за фарм-клуб в четвёртом дивизионе Бельгии.

### Карьера в сборной
Выступал за юношеские и молодёжную сборные страны. За основную сборную Фарерских островов дебютировал в ноябре 2022 года, сыграв в двух товарищеских матчах против Чехии и Косово.

## Достижения
«ХБ Торсхавн»
- Чемпион Фарерских островов: 2020
- Обладатель Кубка Фарерских островов: 2020
- Обладатель Суперкубка Фарерских островов: 2021